# Антерзелва ди Мецо (Болцано)
Антерзелва ди Мецо је насеље у Италији у округу Болцано, региону Трентино-Јужни Тирол.
Према процени из 2011. у насељу је живело 551 становника. Насеље се налази на надморској висини од 1239 м.